# Holger Starke
Holger Starke (* 11. Januar 1962 in Dresden) ist ein deutscher Historiker und Autor.
Seine Dissertation Vom Brauerhandwerk zur Brauindustrie: Die Industrialisierung der Bierbrauerei im Großraum Dresden im Kontext der Industrialisierung des sächsischen Braugewerbes (1800–1914) wurde von Reiner Groß, damals Professor für sächsische Landesgeschichte an der TU Chemnitz betreut. Seine Promotion war am 16. April 2004. Seine Dissertation wurde im Jahr 2005 im Böhlau Verlag veröffentlicht. In einer Rezension von Roman Köster in der Zeitschrift für Unternehmensgeschichte wird der Dissertation ein zu geringer Fokus auf die wirtschaftsgeschichtlichen Aspekte des Themas bescheinigt. Jedoch findet der Rezensent, dass die Arbeit „[...] eine breite Quellenbasis und zahlreiche interessante Erkenntnisse, welche die Geschichtsschreibung zur Industrialisierung des Brauereigewerbes sicher befruchten werden [...]“ beinhaltet.
Im Jahr 2006 war Holger Starke Herausgeber des dritten Bandes der „Geschichte der Stadt Dresden“. Der Band wurde in der Frankfurter Allgemeinen Zeitung von Andreas Platthaus in der Zusammenfassung mit „[…] weil sie für Jahrzehnte den Standard betreffs Vollständigkeit und Akribie setzen wird“ besprochen.
Holger Starke war bis 2023 Kustos für Wirtschafts- und Gesellschaftsgeschichte des Stadtmuseums Dresden.

## Werkliste
- Holger Starke (Hrsg.): Tabakrausch an der Elbe. Geschichten zwischen Orient und Okzident. Michael Imhof Verlag, Petersberg (Hessen) 2020, ISBN 978-3-7319-1011-4.
- mit Ulrich Heß: Kammergeschichte(n): 150 Jahre IHK für Sachsen. Friebel, Dresden 2012, DNB 1022760750.
- Holger Starke (Hrsg.): Keine Gewalt!: Revolution in Dresden 1989. Sandstein, Dresden 2009, ISBN 978-3-940319-73-9.
- Holger Starke (Hrsg.): Geschichte der Stadt Dresden. Theiss, Stuttgart 2006, ISBN 3-8062-1928-1.
- Vom Brauerhandwerk zur Brauindustrie. Böhlau, Köln 2005, ISBN 3-412-17404-1.
- Holger Starke (Hrsg.): Dresden: Ansichten einer Stadt. Ed. Leipzig, Leipzig 1992, ISBN 3-361-00345-8.